# Theodor Sexl
Theodor Sexl (* 8. November 1899 in Wien; † 1967) war ein österreichischer theoretischer Physiker, der sich mit Hydrodynamik und Kernphysik befasste.

## Leben
Sexl studierte Mathematik und Physik an der Universität Wien mit der Promotion 1923. An der Universität Wien war er Schüler von Felix Ehrenhaft und befasste sich unter dessen Einfluss mit Hydrodynamik und statistischer Physik, zuerst mit einer Theorie der auf ein Radiometer einwirkenden Kräfte. Das führte zu einem Stipendium an das Institut für Aerodynamik der TH Aachen bei Theodore von Kármán und Ludwig Hopf. Dort befasste er sich mit der Stabilität der Poseuille-Strömung in Rohren und sagte einen Annulareffekt (Pulsareffekt laminarer Strömung in Kreiszylinder-Rohren) voraus, der experimentell durch Edward Gick Richardson (1896–1960) gefunden wurde. Sexl wurde Assistent am Institut für Theoretische Physik der Universität Wien bei Hans Thirring und wandte sich quantenmechanischer Streutheorie und Kernphysik zu (zum Beispiel Streuung von Alphateilchen an Kernen mit Eugen Guth (1905–1990), später bekannt als Eugene Guth) Er habilitierte sich 1930 mit quantenmechanischer Behandlung der Kernphysik und hielt darüber schon im Sommersemester 1931 in Wien Vorlesungen. Später wurde er ordentlicher Professor in Wien.
Er veröffentlichte rund 70 wissenschaftliche Arbeiten und betreute rund 30 Doktoranden.
Er war der Onkel von Roman Sexl.

## Schriften
Neben den in den Fußnoten zitierten Schriften:
- Zur Frage der elektrischen Ladungen submikroskopischer Probekörper. In: Zeitschrift für Physik. Band 16, Nr. 1, 1. Dezember 1923, S. 34–41, doi:10.1007/BF01327375.
- Zur Frage der elektrischen Ladungen submikroskopischer Probekörper. II. In: Zeitschrift für Physik. Band 26, Nr. 1, 1. Dezember 1924, S. 371–378, doi:10.1007/BF01327340.
- Zur gastheoretischen Begründung der Stokes-Cunninghamschen Formel. In: Annalen der Physik. Band 81, Nr. 24, 1. Januar 1926, S. 855–865, doi:10.1002/andp.19263862407.
- Über einige Integrale der für die achsensymmetrischen Strömungen in Rohren charakteristischen Differentialgleichung. In: Annalen der Physik. Band 87, Nr. 20, 1. Januar 1928, S. 570–580, doi:10.1002/andp.19283922007.
- Zur Stabilitätsfrage der Poiseuilleschen und Couetteschen Strömung. In: Annalen der Physik. Band 83, Nr. 14, 1. Januar 1927, S. 835–848, doi:10.1002/andp.19273881405.
- Über dreidimensionale Störungen der Poiseuilleschen Strömung. In: Annalen der Physik. Band 84, Nr. 22, 1. Januar 1927, S. 807–822, doi:10.1002/andp.19273892208.
- Zur Quantentheorie des Atomkerns. In: Zeitschrift für Physik. Band 54, Nr. 5–6, 1. Mai 1929, S. 445–448, doi:10.1007/BF01375466.
- Zur quantitativen Theorie der radioaktiven α-Emission. In: Zeitschrift für Physik. Band 81, Nr. 3–4, 1. März 1933, S. 163–177, doi:10.1007/BF01338362.
- Über die Streuung schneller Teilchen an Atomkernen. In: Acta physica Austriaca. Band 1. Springer, 1947, S. 178–187.
- Vorlesungen über Kernphysik. Deuticke, Wien 1948.